# Саарепуу, Анти
Анти Саарепуу (эст. Anti Saarepuu; род. 26 марта 1983, Выру) — эстонский лыжник, участник двух Олимпийских игр. Специалист спринтерских гонок.

## Карьера
В Кубке мира Саарепуу дебютировал в марте 2004 года, тогда же впервые попал в десятку лучших на этапе Кубка мира, в командном спринте. Всего на сегодняшний день имеет на своём счету 11 попаданий в десятку лучших на этапах Кубка мира, 7 в командных соревнованиях и 4 в личных. Лучшим достижением Саарепуу в общем итоговом зачёте Кубка мира является 34-е место в сезоне 2004-05.
На Олимпиаде-2006 в Турине стартовал в двух гонках: спринт — 8-е место, командный спринт — 14-е место.
На Олимпиаде-2010 в Ванкувере стал 42-м в спринте и 16-м в командном спринте.
За свою карьеру принимал участие в трёх чемпионатах мира, лучший результат 7-е место в спринте на чемпионате 2009 года в Либереце.
Использует лыжи и ботинки производства фирмы Fischer.